# Coppa del Kosovo
La Coppa del Kosovo (in albanese Kupa e Kosovës) è una competizione calcistica kosovara, istituita nel 1945 sotto l'egida dalla Federazione calcistica del Kosovo. È il secondo torneo calcistico kosovaro per importanza dopo la Superliga, e vi partecipano tutti i club del paese.
Il Prishtina detiene il maggior numero di affermazioni nel torneo, con 7 titoli vinti; seguono a pari merito con 3 trofei il Besa Peć, il Feronikeli e il Liria, mentre il Flamurtari Prishtina e il Llapi ne hanno vinti due. Il detentore del torneo, il Ballkani, è infine vincitore di un solo trofeo insieme a Besiana, Drita, Gjilani, KEK, Kosova, Hysi, Trepça, Trepça '89 e Vëllaznimi.

## Formula
Il torneo è ad eliminazione diretta, dove le 28 squadre partecipanti si incontrano in un'unica gara (in caso di parità l'incontro verrà deciso ai rigori).

## Storia

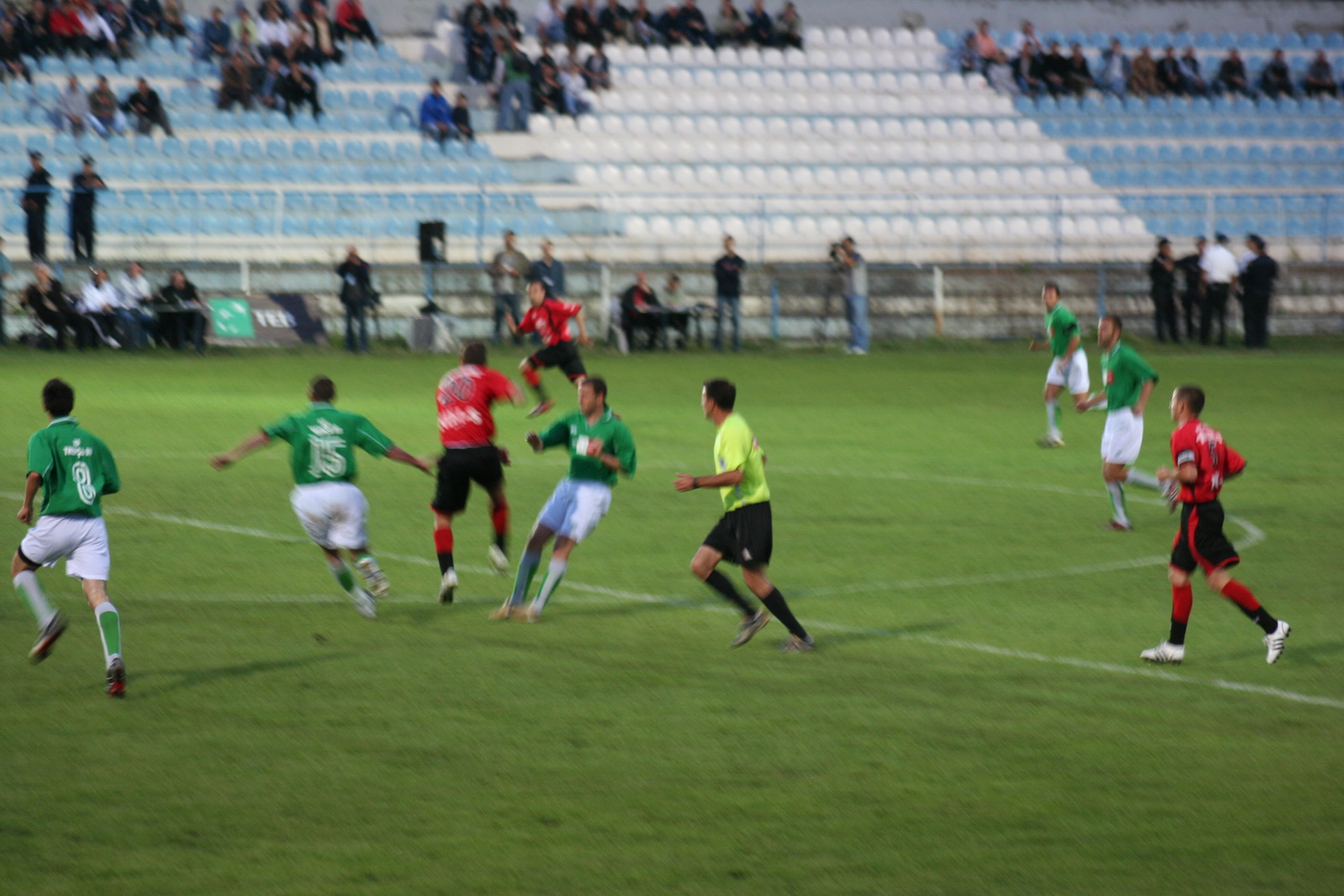
Finale della Coppa del Kosovo 2007-2008.

La Kupa e Kosovës è stata disputata per la prima volta nel 1991 ed è continuata ininterrottamente tranne nel triennio 1996-1999 a causa della guerra d'indipendenza. È stata vinta 4 volte dal Prishtina e 3 volte dal Liria.

## Albo d'oro
Elenco dei vincitori delle 31 edizioni di Coppa del Kosovo disputate dal 1991 al 2024.
| Stagione                                                     | Vincitore                                          | Risultato                                          | Finalista                                          |                                                    |
| ------------------------------------------------------------ | -------------------------------------------------- | -------------------------------------------------- | -------------------------------------------------- | -------------------------------------------------- |
| Epoca dell'Associazione di Calcio indipendente (1991-99)     |                                                    |                                                    |                                                    |                                                    |
| 1991-1992                                                    | Trepça                                             | ?                                                  | ?                                                  |                                                    |
| 1992-1993                                                    | Flamurtari Prishtina                               | 1-0                                                | Trepça                                             |                                                    |
| 1993-1994                                                    | Prishtina                                          | 2-1                                                | Vëllaznimi                                         |                                                    |
| 1994-1995                                                    | Prishtina                                          | 1-0                                                | Dukagjini                                          |                                                    |
| 1995-1996                                                    | Flamurtari Prishtina                               | 2-1                                                | Dukagjini                                          |                                                    |
| 1996-1999                                                    | Edizioni annullate a causa della Guerra del Kosovo | Edizioni annullate a causa della Guerra del Kosovo | Edizioni annullate a causa della Guerra del Kosovo | Edizioni annullate a causa della Guerra del Kosovo |
| Epoca post-fondazione dell'UNMIK (1999-2008)                 |                                                    |                                                    |                                                    |                                                    |
| 1999-2000                                                    | Gjilani                                            | 1-0                                                | KTP                                                |                                                    |
| 2000-2001                                                    | Drita                                              | 1-1 (5-4 dtr)                                      | Gjilani                                            |                                                    |
| 2001-2002                                                    | Besiana                                            | 2-1                                                | Gjilani                                            |                                                    |
| 2002-2003                                                    | KEK                                                | 3-1                                                | Prishtina                                          |                                                    |
| 2003-2004                                                    | Kosova                                             | 1-0                                                | Besa Peć                                           |                                                    |
| 2004-2005                                                    | Besa Peć                                           | 3-2                                                | KEK                                                |                                                    |
| 2005-2006                                                    | Prishtina                                          | 1-1                                                | Drenica                                            |                                                    |
| 2006-2007                                                    | Liria                                              | 0-0 (dts) (3-1 dtr)                                | Flamurtari Prishtina                               |                                                    |
| 2007-2008                                                    | Vëllaznimi                                         | 2-0                                                | Trepça '89                                         |                                                    |
| Epoca post-dichiarazione d'indipendenza del Kosovo (2008-16) |                                                    |                                                    |                                                    |                                                    |
| 2008-2009                                                    | Hysi                                               | 2-1                                                | Prishtina                                          |                                                    |
| 2009-2010                                                    | Liria                                              | 2-1                                                | Vëllaznimi                                         |                                                    |
| 2010-2011                                                    | Besa Peć                                           | 2-1                                                | Prishtina                                          |                                                    |
| 2011-2012                                                    | Trepça '89                                         | 3-0                                                | Ferizaj                                            |                                                    |
| 2012-2013                                                    | Prishtina                                          | 1-1 (4-3 dtr)                                      | Ferizaj                                            |                                                    |
| 2013-2014                                                    | Feronikeli                                         | 2-1                                                | Hajvalia                                           |                                                    |
| 2014-2015                                                    | Feronikeli                                         | 1-1 (5-4 dtr)                                      | Trepça '89                                         |                                                    |
| 2015-2016                                                    | Prishtina                                          | 2-1                                                | Drita                                              |                                                    |
| Epoca post-riconoscimento dalla UEFA (2016)                  |                                                    |                                                    |                                                    |                                                    |
| 2016-2017                                                    | Besa Peć                                           | 1-1 (4-2 dtr)                                      | Llapi                                              |                                                    |
| 2017-2018                                                    | Prishtina                                          | 1-1 (5-4 dtr)                                      | Vëllaznimi                                         |                                                    |
| 2018-2019                                                    | Feronikeli                                         | 5-1                                                | Trepça '89                                         |                                                    |
| 2019-2020                                                    | Prishtina                                          | 1-0                                                | Ballkani                                           |                                                    |
| 2020-2021                                                    | Llapi                                              | 1-1 (4-3 dtr)                                      | Dukagjini                                          |                                                    |
| 2021-2022                                                    | Llapi                                              | 2-1                                                | Drita                                              |                                                    |
| 2022-2023                                                    | Prishtina                                          | 2-0                                                | Gjilani                                            |                                                    |
| 2023-2024                                                    | Ballkani                                           | 2-2 (4-2 dtr)                                      | Prishtina                                          |                                                    |

## Statistiche

### Vittorie per club
| Club                 | Vittorie | Anni                                                                      |
| -------------------- | -------- | ------------------------------------------------------------------------- |
| Prishtina            | 7        | 1993-1994, 2005-2006, 2012-2013, 2015-2016, 2017-2018, 2019-2020, 2022-23 |
| Besa Peć             | 3        | 2004-2005, 2010-2011, 2016-2017                                           |
| Feronikeli           | 3        | 2013-2014, 2014-2015, 2018-2019                                           |
| Liria                | 3        | 1994-1995, 2006-2007, 2009-2010                                           |
| Flamurtari Prishtina | 2        | 1992-1993, 1995-1996                                                      |
| Llapi                | 2        | 2020-2021, 2021-2022                                                      |
| Ballkani             | 1        | 2023-2024                                                                 |
| Besiana              | 1        | 2001-2002                                                                 |
| Drita                | 1        | 2000-2001                                                                 |
| Gjilani              | 1        | 1999-2000                                                                 |
| KEK                  | 1        | 2002-2003                                                                 |
| Kosova               | 1        | 2003-2004                                                                 |
| Hysi                 | 1        | 2008-2009                                                                 |
| Trepça               | 1        | 1991-1992                                                                 |
| Trepça '89           | 1        | 2011-2012                                                                 |
| Vëllaznimi           | 1        | 2007-2008                                                                 |